# Димитриос Калергис
 Тази статия е за битолският гръцки консул.  За политика и военния вижте Димитриос Калергис (военен).  
Димитриос Калергис (на гръцки: Δημήτριος Καλλέργης) е гръцки дипломат и политик, консул на Гърция в Битоля, виден деец на Гръцката въоръжена пропаганда в Македония.

## Биография
Роден е през 1868 година в османската столица Цариград. От 1888 година започва дипломатическа кариера.
През 1904 година Калергис е назначен за битолски гръцки консул. Заема поста в Битоля в разгара на българо-гръцкия въоръжен сблъсък в Македония и координира усилията на гръцките чети. През март 1904 година по негова молба Лазарос Цамис се заема с осигуряване на безопасното преминаване на четата на Павлос Мелас през Западна Македония. Според гръцка дипломатическа документация Хилми паша лично е изтъкнал пред Калергис заслугите на Германос Каравангелис за намирането и залавянето на Коте Христов. В тялото на убития андарт Филипос Капетанопулос е намерено писмо от Павлос Мелас, предназначено за Калергис, след което избухва дипломатически скандал и консулът е отстранен.
Между 18 януари 1910 и 6 октомври 1910 година е министър на Външните работи на Гърция в правителството на Стефанос Драгумис, след което от 1910 до 1915 година е депутат от ном Арголида. В 1915 година става посланик в Цариград, а в 1922 година - в Рим. Умира през януари 1923 година в Рим.